# Sextus Julius Africanus
Latinosan Sextus Julius Africanus (ógörögül: Σέξτος Ιούλιος Αφρικανός), általánosan elterjedt nevén Julius Africanus (160 körül – 240 körül) görög egyháztörténet író.

## Élete és művei
A palesztinai Emausból vagy Lybiából származott, és presbiterként működött Alexandriában. Kronológiai műve, a Pentabiblon cronologikon a világ teremtésétől (számításai szerint Kr. e. 5500-tól) Kr. u. 221-ig terjed. Maga a mű elveszett, de értékes része, az olümpiai győztesek listája fennmaradt Kaiszareiai Euszebiosz közlésében.
Julius Africanus írt egy enciklopédikus munkát is 24 könyvben Kestoi („Övek”) címen. A mű – Julius Africanus szerint akárcsak egy öv – a legkülönfélébb tárgyakat fogta át, de ebből is csak kivonatok maradtak fenn (természetről, földművelésről, orvosláról, hadtudományról). Ismeretes emellett még két levele: az egyik Órigenészhez van intézve a bibliai Dániel könyvében lévő Zsuzsanna-történetről, a másik Athéni Ariszteidészhez Krisztus leszármazásáról.

## Magyarul
- Julius Africanus töredékeinek nincs külön magyar nyelvű kiadása.